# Pojedinačno odlučivanje
Pojedinačno odlučivanje često je brži proces odlučivanja i izbjegava problem skupnog mišljenja, ali zbog toga nosi sa sobom veliku odgovornost za pogrešne odluke. Odluka pojedinca može biti rezultat trenutnog emotivnog stanja ili osjećaja pojedinca.

## Obilježja
Sve što pojedinac svjesno radi, radi zato što je motiviran da tako postupa. Konačna odluka pojedinca je posljedica nekoliko faktora, a ne samo koliko ga neki cilj privlači.  U konačnoj odluci, on je izabrao onaj cilj za koji je relativno najviše motiviran .Prilikom pojedinačnog odlučivanja treba se voditi računa da se ne ono ne razvije u autokratski stil odlučivanja, koji je prihvatljiv stil samo u iznimnim situacijama jer pojedinac generira manji broj ideja i mogućnosti za rješenje problema. Postoje četiri tipa donositelja pojedinačnih odluka:
- Iracionalna osoba – predlaže odluku unatoč strahovima
- Kreativana osoba – odluke se temelje na željama za vlastitim razvojem
- Klasični (administrativni) tip – potpuno informirane osobe
- Administrativni (bihevioristički) tip – donosi odluku u uvjetima ograničene racionalnosti